# Юйцзюлюй Шэлунь
Юйцзюлюй Шэлунь (кит. упр. 郁久閭社崙, пиньинь Yùjiǔlǘ Shèlún) (тронное имя Цюдоуфа Кэхань (丘豆伐可汗)) — девятый правитель жужаней (394—402) и первый каган с 402 по 410 год.
Шэлунь сын Хэдоханя. В 394 году бежал в аймак Пихоубы, который был этому не рад и повелел своим сыновьям следить за Шэлунем. Шэлунь, человек злой и лукавый, быстро собрал своих сторонников и захватил сыновей Пихоубы. Вскоре Шэлунь убил Пихоубу, а его сыновья бежали в Тоба-Вэй. Шэлунь боялся мести империи и перекочевал на север, через Гоби. Отбившись от похода вэйского Хо Ту, Шэлунь стал укреплять орду жужаней: были покорены все мелкие и слабые племена на севере нынешней Монголии, заключил союз с Цинь, поместил орду (ставку) на реке Жоло.
Шэлунь провёл реформу войска: он отказался от родовой системы хуннов, отныне 100 воинов составляли знамя, десять знамён составляли полк. Начальников выбирали простые воины, храбрецы получали больше добычи, трусов и дезертиров закидывали камнями и забивали палками. Хотя у жужаней не было письменности, а китайскую они заимствовать не успели, они отмечали число воинов, раздавая воинам деревянные бирки.
При реке Егэнь Шэлунь был разбит небольшим хуннским племенем князя Жибаецзи, но Шэлунь быстро восстановил войско и покорил это племя.

## Каган жужаней
В 402 году Шэлунь провозглашает себя ханом ханов, то есть каганом под именем Цюдоуфа Хан (丘豆伐可汗) (устар. Доудай-хан). В 403 году Шэлунь узнал, что Дао У-ди начал войну с Яо Сином, союзником жужаней. Шэлунь стал атаковать северные рубежи Вэй. Тоба Цзунь с 10 000 конницы пытался окружить Шэлуня, но тот отступил раньше. В 406 году Шэлунь раскрыл заговор Юедая и Дана, но те успели бежать в Китай. В 407 и 409 годах жужани нападали на границу Бэй Вэй. В 410 году Тоба Сы атаковал Шэлуня и Шэлунь стал отступать и в дороге умер. Его брат Хулюй стал каганом.